# Aziatische PGA Tour 2015
De Aziatische PGA Tour 2015 is het 21ste seizoen van de Aziatische PGA Tour, sinds 1995. Het seizoen begon met het Maybank Malaysian Open, in februari, en het zal eindigde met het Dubai Open, in december. 

## Wijzigingen
In dit seizoen zijn er enkele wijzigingen ten opzichte van 2014:
Nieuwe toernooien
- Thailand Classic
- AfrAsia Bank Mauritius Open
- Hero Indian Open: opgericht in 1964 en in dit seizoen voor het eerst op de kalender van de LET

Verdwenen toernooien
- EurAsia Cup: tweejaarlijks toernooi; volgende editie in 2016

## Kalender
| Data  | Data  | Toernooi                      | Land        | Winnaar        | Score | Score | Info           |
| ----- | ----- | ----------------------------- | ----------- | -------------- | ----- | ----- | -------------- |
| 05-02 | 08-02 | Maybank Malaysian Open        | Maleisië    | Anirban Lahiri | 272   | –16   |                |
| 12-02 | 15-02 | True Thailand Classic         | Thailand    | Andrew Dodt    | 272   | –16   | Nieuw toernooi |
| 19-02 | 22-02 | Hero Indian Open              | India       |                |       |       |                |
| 19-03 | 22-03 | SAIL-SBI Open                 | India       |                |       |       |                |
| 23-04 | 26-04 | CIMB Niaga Indonesian Masters | Indonesië   |                |       |       |                |
| 07-05 | 10-05 | AfrAsia Bank Mauritius Open   | Mauritius   |                |       |       | Nieuw toernooi |
| 18-06 | 21-06 | Queen's Cup                   | Thailand    |                |       |       |                |
| 23-07 | 26-07 | Omega European Masters        | Zwitserland |                |       |       |                |
| 17-12 | 20-12 | Dubai Open                    | V.A.E.      |                |       |       |                |

| po = winnaar na play-off |